# Mikófalva
Mikófalva je obec v severovýchodním Maďarsku na severu župy Heves v okresu Bélapátfalva v Bukových horách. K 1. lednu 2015 zde žilo 698 obyvatel.

## Historie
První písemná zmínka o obci pochází z roku 1282.

## Geografie
Obec se nachází asi 2 km západně od okresního města Bélapátfalva. Od města s župním právem Eger se nachází asi 18 km severně.
Obcí dále protéká potok Eger-patak, do které se v obci vlévá potok Recska-patak. Obec se nachází v Bukových horách ve výšce 274 m n. m.

## Doprava
Do obce se dá dostat silnicí z Bekölce a Bélapátfalvi. V minulosti zde procházela železniční trať Eger – Putnok, na které se nacházela zastávka Mikófalva.